# افسانه فاوست
افسانهٔ فاوست (ایتالیایی: La leggenda di Faust) یک فیلم درام ایتالیایی به کارگردانی کارمینه گالونه است که در سال ۱۹۴۹ منتشر شد.

## بازیگران
- نلی کورادی
- چزاره باربتی
- گوالتیه‌رو تومیاتی
- کلاودیو ارملی